# Ruhrkräuter
Die Ruhrkräuter (Gnaphalium) sind eine Pflanzen-Gattung aus der Familie der Korbblütler (Asteraceae).

## Beschreibung
In der Gattung der Ruhrkräuter findet man meist ein-, aber auch zweijährige oder ausdauernde krautige Pflanzen. Sie erreichen Wuchshöhen zwischen wenigen und etwa 60 Zentimetern (je nachdem, wie weit man die Gattung auffasst). Die meisten Arten sind relativ klein, sie wachsen aufrecht oder abstehend verzweigt und dadurch breit und sind wollig behaart.
Die wechselständigen, sitzenden Laubblätter sind meist ungeteilt und ganzrandig und von der Form her länglich oval, lanzettlich oder länglich spatelförmig.
Die Blütenkörbchen sitzen in endständigen und blattachselständigen traubigen oder ährigen Gesamtblütenständen, die oft so gestaucht sind, dass Blütenknäuel oder gedrängte Schirmrispen entstehen. Die Blütenkörbchen sind zylindrisch bis oval und 2 mm bis 4 mm breit. Die Blütenkörbchen enthalten wenige Röhrenblüten in der Mitte und mehreren Reihen von Zungenblüten, wobei letztere zahlreicher sind, aber unauffällig fadenförmig und kaum länger als die Röhrenblüten. Die Blütenfarbe ist weißlich bis gelblich oder bräunlich, und die Blütenhüllblätter sind oft ein wenig pergamentartig durchscheinend. Die Achänen sind mit einem einfachen Pappus besetzt, der leicht abfällt.

## Verbreitung und Standortansprüche
Die Ruhrkräuter sind kosmopolitisch verbreitet, wobei sie in den Tropen und Subtropen hauptsächlich in den Gebirgen vorkommen.
Die meisten Arten wachsen auf sandigem oder steinigem Brachland, gerne auch in der Nähe von Flüssen oder Bächen.

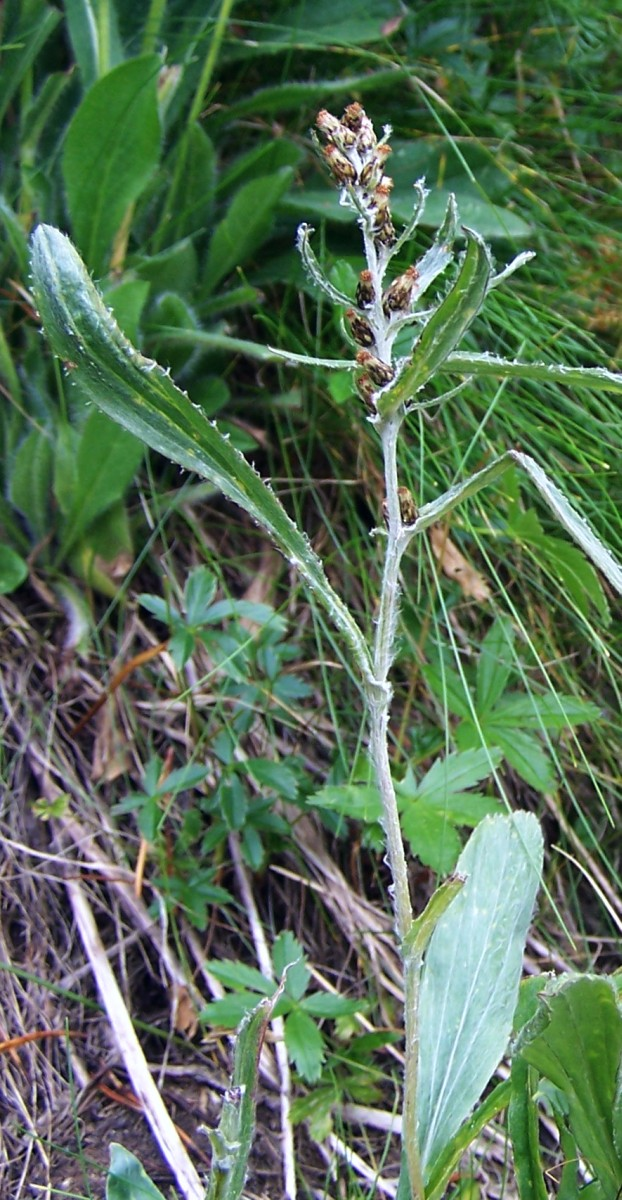
Norwegisches Ruhrkraut (Gnaphalium norvegicum)

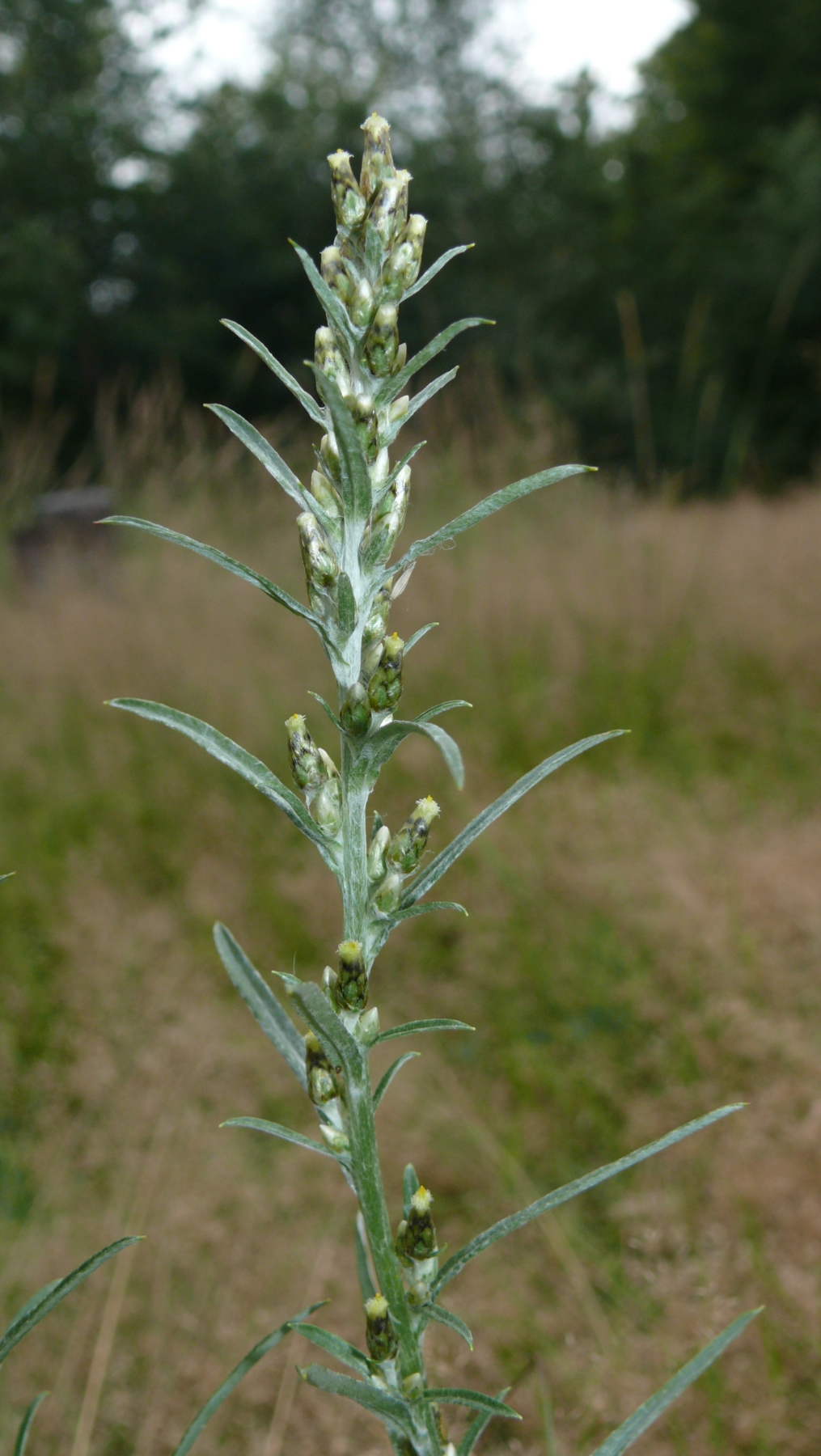
Wald-Ruhrkraut (Gnaphalium sylvaticum)

## Systematik und Arten
Die Abgrenzung der Gattung der Ruhrkräuter von nahe verwandten Gattungen wie den Strohblumen (Helichrysum), Katzenpfötchen (Antennaria), Filzkräutern (Filago) sowie den Perlpfötchen (Anaphalis) ist noch ziemlich umstritten. Auch die Gattung der Ruhrkräuter ist mit Sicherheit polyphyletisch und muss eigentlich in mehrere Gattungen aufgeteilt werden. Von vielen Autoren wird die Gattung der Scheinruhrkräuter (Pseudognaphalium) abgetrennt, von anderen zusätzlich die Gattungen Euchiton, Gamochaeta und Omalotheca, wobei zur letzteren auch viele europäische Arten gehören. Bisher fehlt eine Revision der asiatischen Ruhrkraut-Arten.
Die obigen Gattungen werden im Augenblick rein morphologisch wie folgt getrennt:
- Pseudognaphalium Kirp.: mit gelbweißen bis leuchtend gelben Hüllblättern und gelben Blüten (Bei den anderen Gattungen bräunlich-gelbe bis bräunliche oder weißliche Hüllblätter). Blüten in Rispen mit verlängerten unteren Zweigen. Blütenstände dadurch trugdoldig.
- Gnaphalium L.: Blütenköpfchen in blattachselständigen Knäueln. Hüllblätter 2 bis 3 mm groß.
- Gamochaeta Wedd.: Blütenkörbchen in endständigen, verlängerten Blütenständen. Hüllblätter 3 bis 5 mm groß. Pappushaare am Grunde verwachsen und Pappus als ganzes abfallend. Achänen glatt, unter 1 mm lang. Ein- oder zweijährige Pflanzen tieferer Standorte.
- Omalotheca Cass.: Blütenkörbchen ebenfalls in endständigen, verlängerten Blütenständen. Hüllblätter 5 bis 7 mm groß. Achänen borstig behaart, größer als 1 mm. Ausdauernde Gebirgspflanzen.

Je nach Auffassung besteht die Gattung der Ruhrkräuter deshalb aus zwischen etwa 50 und 300 Arten.
In Mitteleuropa kommen inklusive der Gattung Omalotheca Cass. folgende Arten vor:
- Hoppes Ruhrkraut (Gnaphalium hoppeanum W.D.J. Koch = Omalotheca hoppeana (W.D.J. Koch) Sch.Bip. & F.W. Schultz)
- Norwegisches Ruhrkraut (Gnaphalium norvegicum Gunn. = Omalotheca norvegica (Gunn.) Sch.Bip. & F.W. Schultz)
- Zwerg-Ruhrkraut (Gnaphalium supinum L. = Omalotheca supina (L.) DC.): Es kommt in Europa, in Kasachstan, im Iran, im Kaukasusgebiet, in Russland, in Xinjiang und in Grönland vor.[1]
- Wald-Ruhrkraut (Gnaphalium sylvaticum L. = Omalotheca sylvatica (L.) Sch.Bip. & F.W. Schultz)
- Sumpf-Ruhrkraut (Gnaphalium uliginosum L.)

Nicht mehr zu dieser Gattung wird gerechnet:
- Gelbweißes Ruhrkraut (Gnaphalium luteoalbum L.) => Pseudognaphalium luteoalbum (L.) Hilliard & B. L. Burtt

## Nutzung
In Japan ist die Art Gnaphalium affine Teil der traditionellen Mahlzeit zum „Sieben-Kräuter-Fest“ (Nanakusa no Sekku).

## Etymologie
Der wissenschaftliche Name Gnaphalium wurde aus dem Griechischen gnaphalon = Wollsträhne abgeleitet und bezieht sich auf die Behaarung der Pflanzen.
Der deutsche Name deutet darauf hin, dass die Pflanzen früher zur Bekämpfung der Ruhr verwendet wurde. Allerdings bezeichnet dasselbe Wort auch manchmal Fingerkräuter sowie Arten der Gattung Strohblumen (Helichrysum).